# Tie Your Mother Down
Tie Your Mother Down ist ein Rocksong der Rockband Queen. Er wurde am 4. März 1977 als zweite Single aus dem Album A Day at the Races veröffentlicht. Der Song wurde ein Charterfolg im Vereinigten Königreich. 1997 wurde erneut zum Charterfolg, als er als Doppel-A-Seite mit No-One but You (Only the Good Die Young) veröffentlicht wurde.

## Geschichte
Das Stück, das mit einem starken Gitarrenriff eröffnet, wurde von Brian May geschrieben. Er begann es auf Teneriffa zu komponieren, während er zugleich als Astrophysiker promovierte. Er schrieb den Song auf einer spanischen Gitarre. Eines Morgens nach dem Aufwachen fiel ihm die Textzeile „tie your mother down“ ein, die er zunächst als Witz betrachtete. Doch Freddie Mercury ermunterte ihn, sie zu behalten. In einer Radioshow von BBC Radio 4 als Tribut an Rory Gallagher sagte May, die Inspiration zum Song sei die irische Band Taste mit ihrem Song Morning Sun vom Album On the Boards (1970) gewesen.
Bruce Gowers führte Regie für einen Promo-Film zum Song. Dieser basierte auf einem Clip, der im Februar 1977 Nassau Coliseum in Long Island, New York während der US-Arena-Headlining-Tour der Band aufgenommen wurde.

## Rezeption
Der Song wurde in den frühen Jahren der Band oft live gespielt. Er erreichte Platz 31 im Vereinigten Königreich und Platz 49 in den USA sowie Platz 47 in Österreich. Die Version von 1997 erreichte Platz 13 im Vereinigten Königreich und Platz 75 in Deutschland.
Auf dem Album Greatest Hits war der Titel nur auf bestimmten Ausgaben enthalten. Auf dem Album Queen Rocks, das die härteren Songs der Band enthält, ist er vertreten.

## Weitere Versionen
Beim Freddie Mercury Tribute Concert im April 1992, das anlässlich von Mercurys Tod stattfand, wurde das Stück von Joe Elliott und Slash begleitet. Es existieren viele weitere Versionen, darunter einige Auftritte, bei denen die verbliebenen Bandmitglieder den Song mit den Foo Fighters aufführten (2001, 2006).